# Serrat de les Maleses (el Port de la Selva)
El Serrat de les Maleses és una serra situada al municipi del Port de la Selva a la comarca de l'Alt Empordà, amb una elevació màxima de 213 metres.